# マジャッキー
マジャッキーとは、熊本県荒尾市のマスコットキャラクターである。

## プロフィール
荒尾市の魚に指定されているマジャクをモチーフにしたキャラクターで、当初は、筆で釣りあげる全国でも珍しいマジャク釣り大会のキャラクターとして誕生した。その後、荒尾市のマスコットキャラクターに格上げされ、現在では荒尾市のPRのために各方面で活躍している。2011年に着ぐるみが新調され、イベント時の貸し出しも行われている。
黄色と青の奇抜な色遣いは、高校ラグビーで全国大会に出場した荒尾高校のユニフォームカラーから来ているとも言われている。
最近では、マジャッキーといっしょに荒尾市をPRするご当地アイドル「MJK」プロジェクトも進行中である。また、市役所職員により、マジャッキーの歌が作られているということである。